# Міська герилья
Міська́ гери́лья (ісп., кат. guerrilla) — партизанська війна у місті. Під час холодної війни більшість таких військових дій проводило ліве крило політичного спектру, хоча не мало було й правого толку.

## Історія
Феномен явища спирається як на наявність великих міських агломерацій, де легко знайти укриття, так і на теорію відчуження у сучасному суспільстві масового споживання.
Майкла Коллінза, лідера Ірландської республіканської армії (ІРА) часто вважають батьком сучасної міської партизанської війни. У квітні 1919 року в Дубліні було створено елітний підрозділ, відомий як Загін або Дванадцять Апостолів. Підрозділу було доручено відстежувати та страчувати оперативників британських розвідувальних служб у місті, його можна вважати одним з перших справжніх міських партизанських загонів.
Історично партизанська війна була сільським явищем, лише в 1960-х роках недоліки такого виду війни було наочно продемонстровано. Такий підхід став майже неефективним, що показали спонсоровані кубинським урядом повстання в Латинській Америці в 1960-х. Стратегії таких сільських повстань базувались на «фокальній» теорії революції, яку, виходячи з досвіду Мао Цзедуна, Хо Ші Міна та Фіделя Кастро, розробив Режіс Дебре та втілював у Болівії Че Ґевара. Для успіху подібних стратегій держава повинна бути одночасно[джерело?] некомпетентною, несправедливою та політично ізольованою. На практиці така ситуація рідко зустрічається.
Поразка сільських повстанців змусила незадоволених шукати нові форми діяльності. Ними стали терористичні атаки, спрямовані на створення максимального розголосу, провокування надмірних репресій з боку режиму і таким чином підбурювання населення до приєднання до широкої революційної боротьби. Такий підхід застосовували ліві уругвайські повстанці тупамарос, а теоретично розвинув і оформив лідер «Дії за національне визволення» Карлос Марігелла. Перед своєю смертю під час пограбування банку 1969 року він написав книгу «Короткий підручник міської герильї», у якій дав чіткі рекомендації щодо нової стратегії.
Тактика партизанської війни (герильї) у місті швидко знайшла прихильників у Європі. На початку 70-х років студентський лідер Західного Берліна Руді Дучке пропагує лозунг «починати партизанську війну у нетрях великих міст»[джерело?], а члени західно-берлінської «Комуни №1» Андреас Баадер, Ґудрун Енслін, адвокат Хорст Малер, журналістка Ульріка Майнгоф вирішують почати революційну війну і оголошують створення RAF. У. Майнгоф написала низку ідеологічних праць: «Міська ґерилья та класова боротьба», «Концепція міської ґерильї» та «Маніфест» (опублікований у «Шпіґелі»).
У кінці 1969 р. в Італії, на базі дослідницької групи «Альтернативний університет» Ренато Курчо, Маріо Моретті, Альберто Франческіні, Мара Кагол створюють ліву повстанську організацію Brigate Rosse («Червоні бригади»). Перша акція — підпал заводу у 1970 р., найвідоміша — викрадення і страта Альдо Моро, відомого діяча Християнсько-Демократичної партії Італії. «Бригадисти» внесли у тактику міської герильї власний штрих — т. зв. «гамбізаціоне» (інвалідизація), жертві прострілювали ноги; відпрацювали техніку викрадення впливових державних діячів; суворо конспірувалися.
Фактично жодному міському партизанському руху не вдалося вийти за рамки першої частині своєї стратегії — створення умов, коли уряд приймає крайні репресивні заходи з обмеження діяльності бойовиків. Формування ряду жорстоких військових режимів у Латинській Америці безпосередньо пов'язано із зусиллями партизанів. Однак наступного етапу ніколи не було досягнуто, тобто не було народного повстання з метою повалення режиму. Натомість партизани були вбиті, ув'язнені, вислані з країн, інкорпоровані в уряди цих режимів.

### Приклади організацій
Рухи та організації, що займались міською партизанською війною:
- Аргентина: Монтонерос, Народна Революційна Армія
- Бангладеш: партизанські загони у Дацці під час війни за незалежність Бангладеш
- Бразилія: Революційний рух 8 жовтня
- Греція: Революційна боротьба, Революційна організація 17 листопада
- Ефіопія: Ефіопська народно-революційна партія
- Індія: рух наксалітів
- Іран: Організація партизанів-фідаїнів іранського народу, Організація моджахедів Ірану
- Іспанія: ЕТА, Терра Ліура
- Італія: Червоні бригади
- Канада: Фронт визволення Квебеку
- Колумбія: Рух 19 квітня
- Куба: Рух 26 липня
- Ліван: Хізбалла
- Малайзія: Комуністична партія Малайї
- Нікарагуа: Сандиністський фронт національного визволення
- Німеччина: Рух 2 червня, Фракція Червоної Армії
- Палестина: Хамас, Організація визволення Палестини
- Сальвадор: Фронт національного визволення імені Фарабундо Марті
- Сомалі: Джамаат Аш-Шабааб
- США: Сімбіоністська армія визволення, Weather Underground
- Уругвай: Тупамарос
- Франція: Пряма дія (Франція), Фронт національного визволення Корсики
- Чилі: Патріотичний фронт імені Мануеля Родрігеса
- Японія: Японська червона армія, Татенокай
- інші.

Однак не можна називати міською герильєю будь-яке міське насилля. Партія Чорних Пантер, вочевидь, не підходить під це визначення через свою публічність, хоча її політика самозахисту була рівнозначною політиці збройної боротьби в окупованих афро-американських комунах. Подібно й діяльність італійських та німецьких рухів автономізму, задіяних у політичному насиллі в містах, не є міською герильєю через їх публічність.

## Суть концепції
Метою міської герильї є спричинення ланцюжка «провокація — репресія — революція». Слід шляхом насильницьких дій спровокувати військову кризу, і змусити державу відповідати на них насильством. Насильство має бути спрямовано супроти очільників держави та репресивного апарату (армії та поліції), які є уособленням режиму, і фінансових установ держави. У спробі придушити рух опору держава змушена буде різко активізувати карально-репресивну діяльність супроти всіх явних та потенційних противників режиму. Такі дії держави в свою чергу спровокують широкі маси до невдоволення, які із загостренням репресій з боку режиму виллються у масовий протест населення, що обернеться поваленням режиму. К. Марігелла усвідомлював одну з найбільших проблем, що нівелюють шанси на перемогу — проблему підконтрольного телебачення, котре протягом двох вечорів робить з опонентів терористів. Тому він «будив маси, кидаючи бомби спочатку у натовп, а по тому — у його свідомість».

Марігелла наголошував на перенесення бойових дій у міста з наступних причин: 
|  | Місто на даний момент є серцем системи, центром організації політичної і економічної експлуатації. Одночасно це найслабший пункт системи. Протиріччя тут найгостріші, це організований хаос, який характеризує розвинене капіталістичне суспільство, він постає тут у найочевиднішій формі. Саме сюди, у саме серце слід уражати систему. |

По-друге, Марігелла рішуче застерігав партизанський рух від занадто великої централізації та ієрархічності, обґрунтовано боячись проникнення поліційної агентури до верхівки керівництва. Він наполягав на тому, щоб автономні бойові групи партизан діяли за принципом не організаційної, а ідеологічної єдності. 
Міська герилья ділиться на два етапи: етап підготовки і етап власне дій. Умовою успішної діяльності є ретельна підготовка учасників. К. Марігелла вивів формулу самозабезпечення групи: зброя, боєприпаси, вибухівка, транспорт, продовольство. Як і лісова партизанська боротьба, міська боротьба вимагає уникати зіткнень з переважаючими силами супротивника, завжди завдавати удари у цих місцях, де супротивник найменше підготовлений, забезпечувати успіх бойових операцій детальною розвідкою та інформацією. Усі дії широко доносяться до тих, хто не бере у них участі.
Перелік бойових операцій за Марігеллою:
1. убивства провідних очільників держави, лідерів політичних провладних партій, які є безпосередньо винними у існуючій політичній ситуації, дії яких спрямовані на шкоду народу держави, дії яких спрямовані на знищення її національного суверенітету;
2. напади на фінансові установи (підприємства, банки), які своїми фінансами забезпечують діяльність посадовців;
3. напади на місця дислокації та представників карально-репресивних органів;
4. напади на місця дислокації армійських та міліційних підрозділів з метою здобуття зброї. [2]

Влада муситиме реагувати на події, однак за умов суворої конспірації партизан складно відрізнити від звичайних громадян. У результаті необґрунтовані репресії та обмеження громадянських свобод обернуться на легальні опозиційні політичні партії та громадські організації. Саме в цей час партизанська війна переходить у свою третю стадію — загальнонаціональне повстання.
|  | Тепер всі зрозуміють, хто для них є ворогом. Сліпі прозріють, а нерозумні зрозуміють. Зрозуміє політичний діяч, якому закидатимуть зв'язки з так званими терористами і заборонять його партію; зрозуміє студент, якого дістало, що його право на свою думку постійно нівелюється; зрозуміє підприємець, якого вже дістало, що плодами його праці користуються товстоморді податківці та бандити; зрозуміє журналіст, якого вже верне від міліційного нахабства і мордобою, зрозуміє простий робітник, через кого він отримує жалюгідну зарплату; зрозуміє селянин, через кого він не отримує свій земельний пай. ВИННА В ЦЬОМУ ВЛАДА. |

## Критика
У «Концепції міської герильї» RAF було сказано: «Герилья направлена на те, щоб на деяких ділянках зруйнувати систему державного управління, частково вивести її з ладу, розвіяти міф про всюдисущість системи і її нездоланність». Натомість Вальтер Лакер висловив таку думку: «Сучасний тероризм… кидає виклик лише тим, хто цурається методів терору, тобто державам чи суспільствам, які ніколи не застосують усю силу, що є у їхньому розпорядженні», з якою погоджується український історик Денис Прошин, підкреслюючи, що діяльність цієї організації призвела до збільшення тієї «всюдисущості системи», проти якої була спрямована.